# غارهای الفنتا
غارهای الفنتا شبکه‌ای از غارها حجاری شده واقع در جزیره الفنتا در بندرگاه بمبئی در ۱۰ کیلومتری ایالت مهاراشترا است؛ که شامل مجسمه‌های سنگی، متعلق به فرقه هندو، و به شیوا خدای هند اختصاص داده شده‌است.